# Umed Singh II
Umed Singh II (Kota, 15 settembre 1873 – Kota, 27 dicembre 1940) è stato un principe indiano.
Fu Maharaja di Kota dal 1889 al 1940.

## Biografia
Discendente diretto di Kishore Singh, raja di Kota, Umed Singhji venne adottato in tenera età da Shatru Pal, maharaja di Kota. A seguito della morte di quest'ultimo nel 1889, Umed Singhji gli succedette come sovrano dello stato indiano.  Studiò al Mayo College di Ajmer.
Anche se non ebbe alcun incarico ufficiale nel British Raj, sir Umed prestò servizio come consigliere ed inviò truppe in aiuto agli inglesi nella prima e nella seconda guerra mondiale.
Morì nel 1940 e gli succedette il figlio Bhim Singh II.
Ebbe una grande passione per le Rolls-Royce e nel 1925 fece modificare una Phantom I montandovi dei fucili e dei fari per la caccia alla tigre. Il pezzo, di notevole rarità, è stato ceduto nel 2011 per la cifra di 1.600.000 dollari.

## Onorificenze

### Posizioni militari onorarie
| Forza militare | Unità        | Posizione  | Anno |
| -------------- | ------------ | ---------- | ---- |
| British Army   | British Army | Colonnello |      |